# Anna Vigfúsdóttir á Stóru-Borg
Anna Vigfúsdóttir á Stóru-Borg, död 1571, var en isländsk godsägare. Hon är känd för sin kärlekshistoria med Hjalti Magnusson, som far föremål för en känd roman av Jón Trausti. 
Anna tillhörde en av Islands mest kända ätter. Hon var dotter till Vigfús Erlendsson, Islands guvernör och lagman på tinget. Hon ärvde stora gods vid sin fars död 1521, därav namnet Stóru-Borg, "Stor-Borgen". Hon avvisade en mängd friare, och inledde i stället ett förhållande med den fattige herdepojken Hjalti Magnusson, med vilken hon fick åtta barn utan att gifta sig. Anna var också inblandad i en lång fejd med sin bror, lagmannen Pal, som försökte ta kontrollen över hennes gods, hindrade dem från att gifta sig och hotade Hjalti, då hon gömde Hjalti i Islands grottor undan sin bror. Brodern gick slutligen med på att de fick gifta sig, men tidpunkten är okänd; det skedde i varje fall före år 1568. Vid den barnlöse broderns död 1569 ärvde hon även honom.  
Hennes kärlekshistoria och fejd med brodern har skildrats i en berömd roman av Jón Trausti. 